# Oporinia filigrammaria
Oporinia filigrammaria là một loài bướm đêm trong họ Geometridae.